# Leptogenys stenocheilos
Leptogenys stenocheilos é uma espécie de formiga do gênero Leptogenys, pertencente à subfamília Ponerinae.